# 再生制動

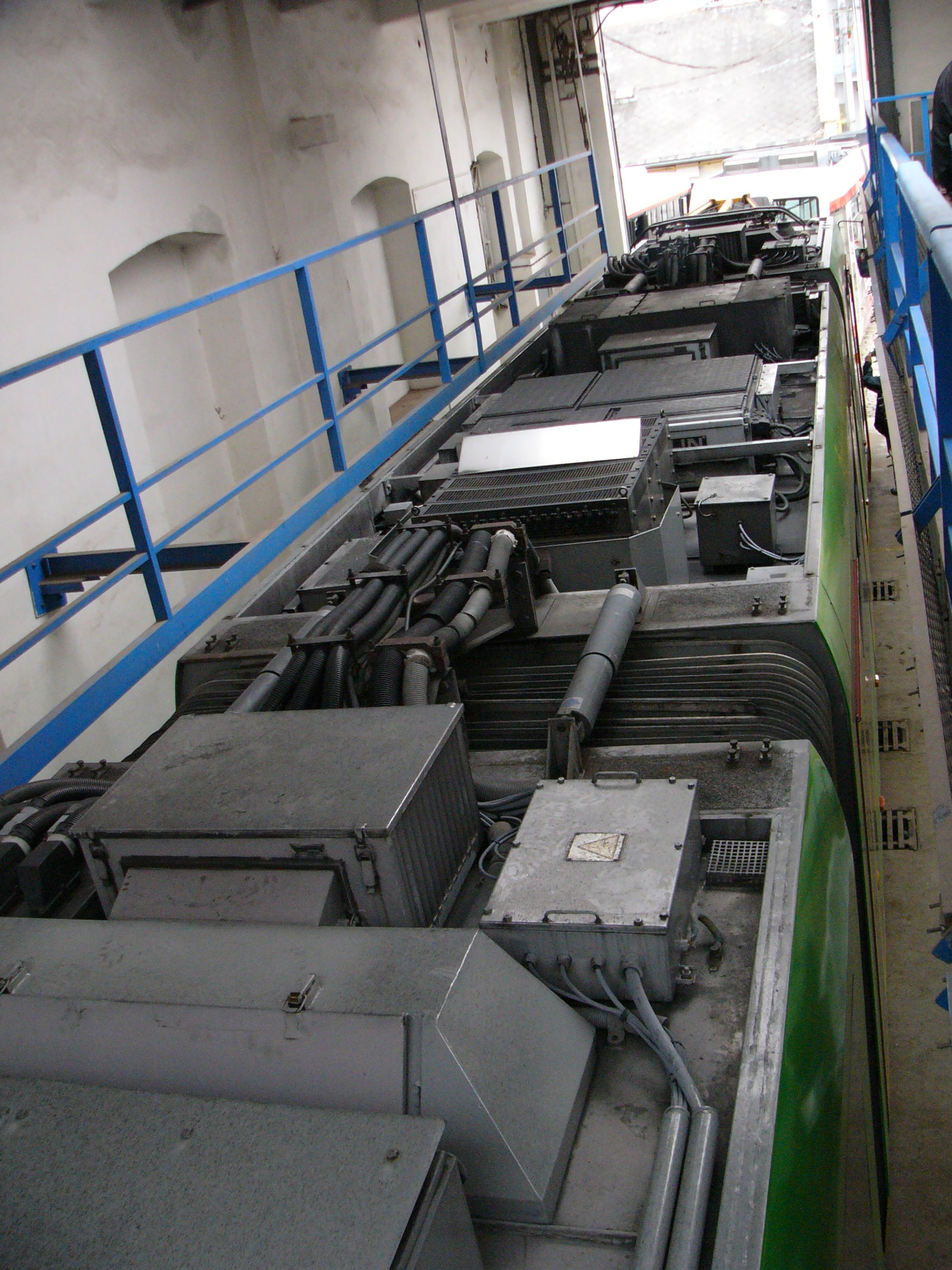
裝備在捷克製造的斯科達 03 T Astra型電車上的再生制動系統。

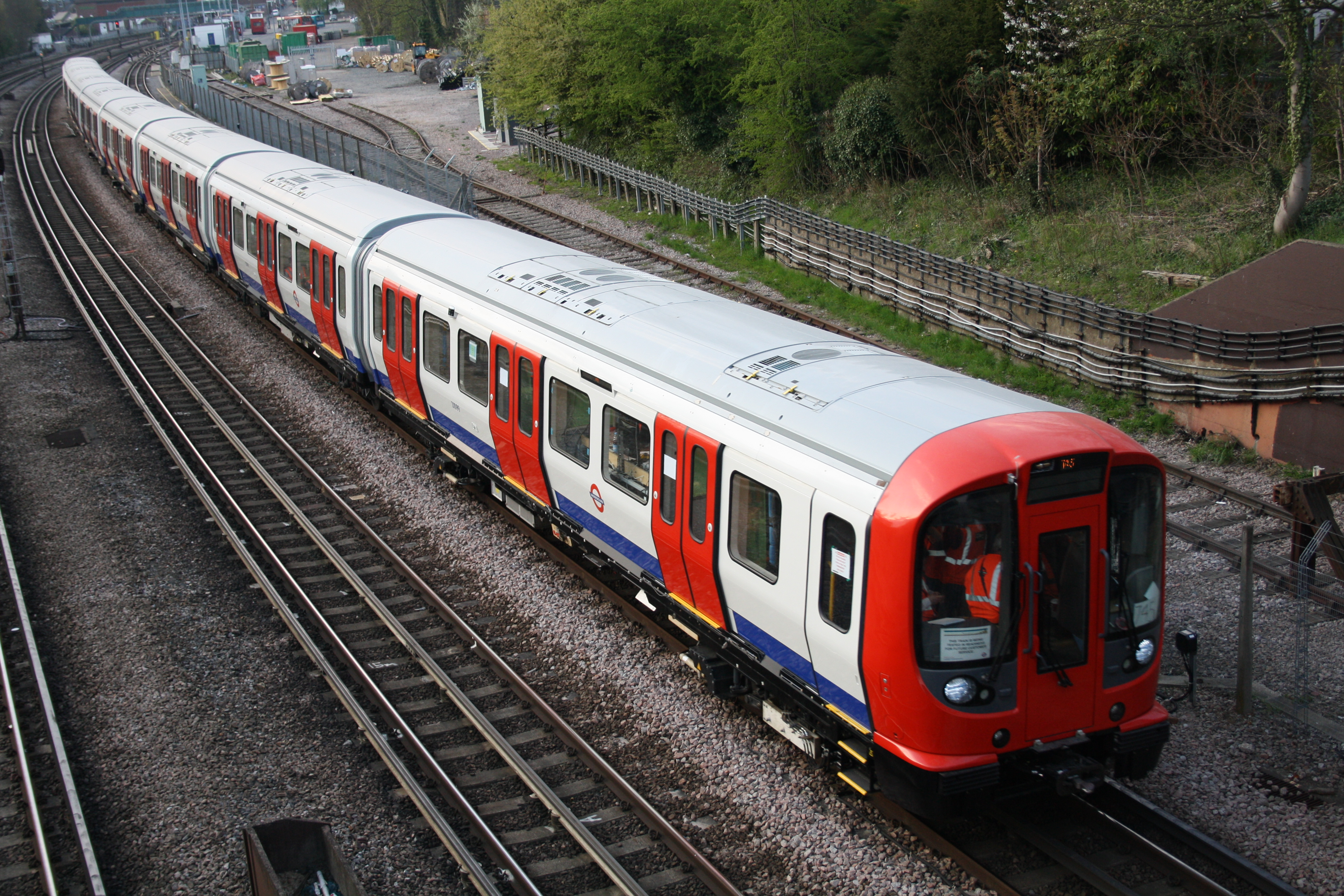
倫敦地鐵S7/S8型列車利用其再生制動可回收其消耗電力中的約20% 並轉化為可使用的能量。

再生制動（英語：regenerative braking），又称回馈制动（日語稱），是利用电动机的可逆性原理而设计的制动技术，在制动工况将电动机切换成发电机运转，利用车的惯性带动电动机转子旋转而产生反转力矩，将一部分的动能或势能转化为电能并加以储存或利用，因此这是一个能量回收的过程。再生制動被广泛应用于纯电动车、混合动力汽车、铁路机车车辆上。

## 应用范围

### 汽车
汽车采用再生制动时将电动机转变为发电状态，使车辆产生制动力矩，同时将所产生的电能以飛輪、蓄电池或超级电容等方式储存，从而有效地回收制动能量，延长汽车行驶里程。

### 铁路
再生制动是应用于电力传动机车车辆的动力制动方式之一。再生制動和另一種原理接近的电阻制动相比，同樣是將牽引電動機轉成發電機使用，把車輛的動能轉化成電能，但电阻制动把电能消耗在制动电阻上，使电能转变成热能并消散于大气，而再生制动则是将电能反馈到牵引供电系统，供同一供电系统中的其它列车使用，因此是一种具有较高节能效益的动力制动方式。与电阻制动相比，再生制动不仅省略额外的制动电阻及转换开关，还具有提高制动粘着利用系数、改善制动特性的优点，低速运行时亦可保持恒制动力。
在直流电气化铁路系统中，使用直流牵引电动机的直流斩波车辆可以利用斩波控制装置，并通过平波电抗器与磁场绕组的升压作用方便地实现再生制动，1968年面世的营团6000系电力动车组就是第一款采用电枢斩波调压实现再生制动的铁路车辆；后来，又开发了以较低成本实现再生制动的磁场附加励磁控制方式，牵引工况时仍采用传统的电阻调压和串并联控制，再生制动时串励发电机励磁绕组由车上的电动发电机供电，这样就能够独立于电枢电流而连续地进行磁场控制，这种控制方式的典型例子就是日本國鐵205系電力動車組。
对于交流电气化铁路系统，法国和苏联很早就在引燃管整流的交流电力机车上试验再生制动，例如6Y2型电力机车和VL60R型电力机车，但由于功率因数和可靠性等原因而未被广泛采用。1960年代以后，随着电力电子技术和大功率晶闸管的发展，促进了晶闸管相控电力机车采用再生制动的发展，功率因数及谐波干扰亦有所改善。相控电力机车再生制动的特点是必须采用全控整流桥，再生制动时整流桥处于逆变状态，并通过控制励磁电流或控制角来调节制动电流，典型例子有法国的一段全控桥加一段半控桥（例如BB 15000型电力机车）、苏联的牵引绕组相连不等分三段全控桥（例如VL80R、VL85型电力机车）等。
从1980年代起，采用三相交流异步电动机作为牵引电动机的交流传动铁路车辆渐趋成熟。与过去的直流传动车辆相比，交流传动车辆具有功率因数高、谐波电流小、再生制动功率大的优点，使得再生制动在交流传动电力机车和电力动车组上被广泛采用。此外，交流传动车辆的再生制动电路也更为简单，进行再生制动时不需要改变主电路连接方式，这是因为当异步电动机旋转磁场低于转子转速，即发生负转差率的情况，异步电动机就会变为交流发电机工况。再生制动时变流装置的电流方向与牵引时相反，牵引逆变器作为整流器工作，而四象限整流器则作为逆变器向电网反馈电能。

## 另見
- 动能回收系统
- 铁路制动
- 豐田混合動力系統
- 冲压空气涡轮
- 电阻制动